# Mr. Mister
A Mr. Mister (ejtsd: miszter miszter) amerikai pop rock/new wave együttes volt. Tagjai: Richard Page, Steve George, Pat Mastelotto és Steve Farris.
1982-ben alakultak meg az arizonai Phoenix-ben. A zenekar neve a Weather Report együttes egyik albumán található viccből származik.
A nyolcvanas években népszerű zenei társulatnak számítottak, ennek ellenére 1990-ben feloszlottak.

## Diszkográfia
- I Wear the Face (1984)
- Welcome to the Real World (1985)
- Go On... (1987)
- Pull (2010, ez posztumusz kiadásnak számított)